# Zeinab Camara

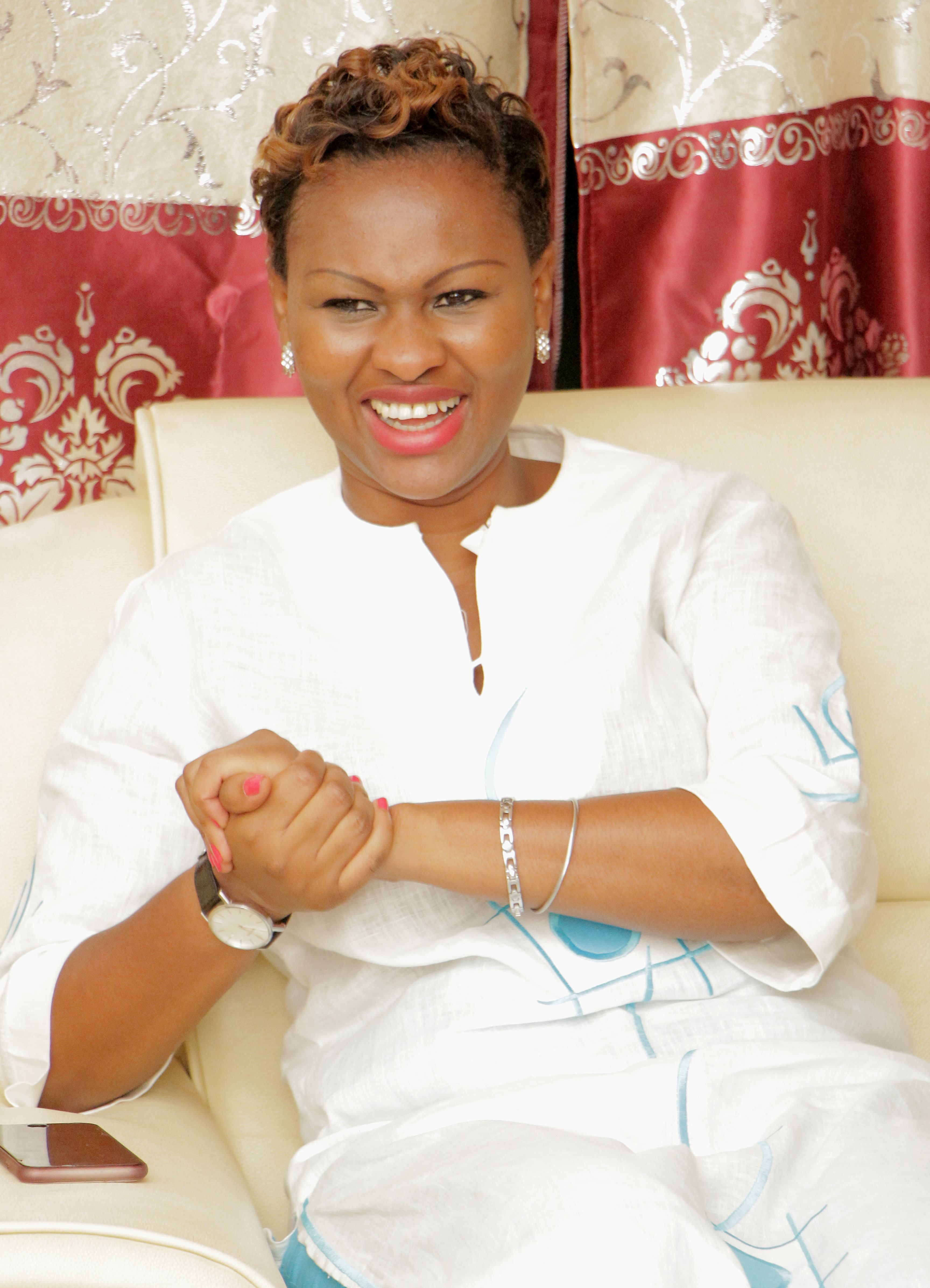
Zeinab Camara (2018)

Zeinab Camara oder Zénab Camara (* 27. Januar 1981 in Conakry) ist eine guineische Politikerin. Sie ist Kabinettchefin des Ministeriums für Hochschulwesen und wissenschaftliche Forschung der Republik Guinea und Gründungspräsidentin von Les femmes dans l’industrie minière. Sie ist eine Aktivistin für die Förderung der Jugend und des Engagements von Frauen.

## Leben
Camara hat einen BA in Internationalen Beziehungen von der De Montfort University und einen MA in Strategischem Öffentlichen Management von der University of Leicester in England, wo sie im öffentlichen Sektor als Programmkoordinatorin im National Health Service arbeitete, bevor sie 2009 nach Guinea zurückkehrte, um im Ministerium für Dezentralisierung und Lokale Entwicklung zu arbeiten. Danach war sie technische Beraterin des Stabschefs des Präsidenten, bevor sie sich dem multinationalen Unternehmen Rio Tinto Group anschloss und im Vorstand von Africa 2.0 und dem Guinea Mining Club tätig war.
Am 7. Juni 2016 wurde sie ins Kabinett von Alpha Condé berufen und wurde Kabinettchefin des Ministeriums für Hochschulwesen und wissenschaftliche Forschung in Guinea.

## Soziales Engagement
Im März 2014 gründete sie Les femmes dans l’industrie minière (dt. Frauen in der Bergbauindustrie) und mobilisierte während der Ebola-Periode drei Millionen USD für Logistik und finanzielle Unterstützung für Gemeinden, den Staat und Entwicklungsakteure.
Sie ist Präsidentin der NGO Jugendführung für die Entwicklung von Boffa und Mentor des J-Awards Guinea.
Im Jahr 2017 gründete sie den Fußballverein Fatala Football Club de Boffa, um den jüngsten Jungen und Mädchen zu helfen, sich durch Fußball zu entwickeln.

## Auszeichnungen und Ehrungen
- Preis für die besten weiblichen Hoffnungsträgerinnen bei der Nacht der herausragenden Leistungen von der Kommunikationsgruppe Gnouma in ihrer 14. Ausgabe[5]
- 2014 Auszeichnung für hervorragende Leistungen durch das Frauenförderungsnetzwerk (zusammen mit Adèle Camara)[6]